# Rinderberg (bergstopp)
Rinderberg är en bergstopp i Schweiz.   Den ligger i distriktet Obersimmental-Saanen och kantonen Bern, i den sydvästra delen av landet, 50 km söder om huvudstaden Bern. Toppen på Rinderberg är 2 079 meter över havet, eller 393 meter över den omgivande terrängen. Bredden vid basen är 5,5 km.
Terrängen runt Rinderberg är bergig österut, men västerut är den kuperad. Närmaste större samhälle är Gstaad, 6,5 km sydväst om Rinderberg. 
I omgivningarna runt Rinderberg växer i huvudsak blandskog. Runt Rinderberg är det glesbefolkat, med 17 invånare per kvadratkilometer.